# František Vodák
František Vodák (11. srpna 1941, Praha – 2013) byl český malíř, spisovatel a teoretický fyzik.

## Biografie
Iniciátor, malíř, spisovatel, badatel v oboru teoretické fyziky. Vedl katedru na ČVUT, kde působil jako pedagog. Spolupracoval se surrealistickou skupinou v letech 1963–1969 a opět od roku 1990 (od roku 1994 byl členem redakční rady revue Analogon) a se samizdatovou edicí Auroboros (1971–1989).

## Dílo

### Knihy
- 1982 Abendland aneb legenda o posedlosti, edice Auroboros – samizdat [1][2]
- 1991 Abendland aneb legenda o posedlosti Orbis Praha
- 2009 Průřez vleklou událostí, katalog výstavy v Prácheňském muzeu v Písku

Mimoto vyšly tiskem jeho podivuhodně invenční skripta o fyzice.

### Výstavy
- 1963 Galerie na Karlově náměstí, Praha (s Romanem Erbenem), výstava po vernisáři zakázána.
- 1993 Obelisky, Junior klub Na Chmelnici, Praha.
- 1995 Má pruská duše, Galerie Malostranská Beseda, Praha.
- 2009 Průřez vleklou událostí, obrazy 1959–2009, (3. 4. - 3. 5.) Prácheňské muzeum v Písku [3]

Jako host vystavoval v r. 1987 a 1988 na happeningu SOS v Klánovicích, na výstavě Z jednoho těsta (Staroměstská radnice, Praha 1997) a na výstavš Svatokrádež (1999 Salmovský palác, Praha, gal. Maecenas, Plzeň).